# Andreas Christensen
Andreas Bodtker Christensen (Lillerød, 10 de abril de 1996) é um futebolista dinamarquês que atua como zagueiro. Atualmente, joga no Barcelona.

## Carreira
Começou na base do Brøndby IF, transferiu-se ao Chelsea em 2012.

### Chelsea
Em 7 de fevereiro de 2012, Christensen assinou com o Chelsea em uma transferência sem custos, ele fez sua estreia como profissional em 28 de outubro de 2014, jogando os 90 minutos completos como lateral-direito, em jogo que o Chelsea venceu por 2-1 fora de casa contra o Shrewsbury Town na quarta rodada da Copa da Liga.

### Borussia Mönchengladbach
Devido à falta de oportunidades na primeira, em julho de 2015 ele foi anunciado por empréstimo no Borussia Mönchengladbach por duas temporadas.

### Retorno ao Chelsea
Após duas boas temporadas na Alemanha, ele retornou ao Chelsea onde permaneceu até 2022.

### Barcelona
Em 4 de julho de 2022, Christensen assinou contrato de quatro anos, até junho de 2026, com uma cláusula de compra de 500 milhões de euros.

## Seleção  Dinamarquesa
Jogou pela seleção de base da Dinamarca. Andreas Christensen foi convocado e disputou a Copa do Mundo de 2018, na Rússia.

## Títulos
Chelsea
- Liga Europa da UEFA: 2018–19
- Copa da Liga Inglesa: 2014–15
- Campeonato Inglês: 2014–15
- Copa da Inglaterra: 2017–18
- Liga dos Campeões da UEFA: 2020–21
- Supercopa da UEFA: 2021
- Copa do Mundo de Clubes da FIFA: 2021

Barcelona
- Campeonato Espanhol: 2022–23, 2024–25[5]
- Supercopa da Espanha: 2022–23
- Copa del Rey: 2024–25[6]

### Prêmios individuais
- 50 jovens promessas do futebol mundial de 2016 (La Gazzetta dello Sport)[7]
- 25º melhor jogador sub-21 de 2016 (FourFourTwo)[8]